# Sahara (film 2005)
Sahara è un film del 2005, diretto da Breck Eisner, con Matthew McConaughey e Penélope Cruz. È tratto dall'omonimo romanzo di Clive Cussler (anche se lo stesso autore ha molto criticato la sceneggiatura del film, considerandola troppo distante dal libro). Produzione costosissima, recuperò solo la metà delle spese al botteghino.

## Trama
Durante una cruenta battaglia a Richmond, in Virginia (Stati Uniti), alla fine della guerra civile nel 1865, alcuni soldati confederati stanno caricando su una nave corazzata alcune casse di monete d'oro, sfuggendo ad una probabile cattura. Terminata l'operazione d'imbarco, il plotone parte lungo il fiume, schivando i colpi del fuoco nemico.
Lagos, in Nigeria, nel presente. Due medici dell'Organizzazione Mondiale della Sanità, ossia Eva Rojas e Frank Hopper, effettuano una visita su un giovane, Kiwe Nwokolo, ormai in stato pietoso: come molti altri negli ultimi giorni, il ragazzo si è ammalato nel Mali, dove era andato poco prima insieme al padre. La dottoressa si reca al faro, dove lavora il genitore del ragazzo, per un prelievo: qui trova l'uomo morto, e viene assalita da due malviventi. Fortunatamente Dirk Pitt, intento in una battuta di pesca, osserva la scena da lontano ed interviene, eliminando i due delinquenti.
La donna si risveglia sulla barca della NUMA mentre si concludono le operazioni di recupero del sarcofago sommerso del re Bateen: intanto fa la conoscenza di Al Giordino, inseparabile amico di Dirk, e di James Sandecker, capo dell'agenzia.
Pitt viene contattato da Oshodi, un trafficante locale che ha ritrovato una moneta d'oro appartenente alla nave confederata Texas. Intanto viene inaugurato il sarcofago al museo, alla presenza dell'imprenditore francese Yves Massarde, che fa la conoscenza dei due medici delle Nazioni Unite, che gli chiedono un mezzo per accedere al Mali, dove probabilmente si sta diffondendo un'epidemia. Massarde si dimostra poco propenso ad aiutare i dottori, anche perché i suoi affari con il Generale Kazim, dittatore dello Stato africano, ne risentirebbero.
I due dunque escono dal museo, sconfitti, ma nello stesso momento arriva Dirk e chiede a Sandecker tre giorni per trovare la Texas, una nave confederata che avrebbe superato l'oceano Atlantico giungendo fino in Africa nel fiume Niger. Alla vista della moneta d'oro che ritrae la corazzata, l'ammiraglio si convince e permette a Dirk, Al e al terzo amico Rudi Gunn di utilizzare la sua barca per il tempo richiesto, lungo il fiume, per trovare tracce dell'imbarcazione scomparsa. A loro si aggiungono quindi Eva e Frank.
Il giorno dopo il gruppo parte alla volta del Mali. Dopo aver sbarcato i dottori, che si dirigono ad Asselar, luogo dell'epidemia e focolaio di una guerra civile, i protagonisti vanno alla ricerca del maliano che ha fornito la moneta ma scoprono che è morto per cui vedono le loro ricerche sfumare. Riescono a ritrovare una traccia da una storia del luogo che parla di una "nave della morte" per cui cominciano a sondare il fiume, ma scoprono al contrario una strana alga rossa. I tre si scontrano con la marina maliana e per fuggire fanno esplodere il loro yacht, riuscendo a raggiungere a nuoto la riva. Dirk e Al decidono di continuare attraverso il deserto per andare a cercare i dottori in quanto credono che l'attacco dei militari sia dovuto a ciò che i due medici stavano cercando, mentre Rudi viene rimandato dall'ammiraglio Sandecker per far analizzare gli strani campioni di alga raccolti poco prima.
Eva e Frank nel frattempo si trovano ad Asselar, dove cercano di analizzare alcuni campioni, quando arriva un contingente di militari maliani, guidati da Kazim, che elimina tutti, tranne la dottoressa che si trovava in fondo al pozzo per dei rilievi. Dirk e Al arrivano in tempo per salvarla, e dopo uno scontro a fuoco, i tre si dirigono verso il deserto. Arrivati in un canyon, vengono catturati dai Tuareg, e una volta al loro campo, Eva vede che anche tra questi la malattia si è diffusa, e riesce a capire che non è un'epidemia, ma una contaminazione da parte di sostanze tossiche. Al, mentre gioca con dei bambini, scopre in una grotta un graffito che rappresenta la Texas, e Dirk comprende quindi che un fiume c'era, ma ora può essere rimasto sottoterra, ed è tramite questo che la tossina si propaga.
I tre si dirigono verso un antico fortino, da cui vedono un grande impianto di smaltimento, di proprietà di Yves Massarde, in cui decidono di entrare utilizzando il treno che trasporta i materiali all'interno. Una volta dentro, scoprono che molti rifiuti vengono lasciati in un deposito, che non riesce però a contenerli, dando quindi origine alla contaminazione. Dirk, Al ed Eva vengono però scoperti e catturati da Massarde, che manda i primi due da Kazim, e tiene Eva con sé. Dirk e Al si risvegliano su un piccolo furgone e, riusciti a fuggire, si ritrovano però ammanettati a vagare per il deserto.
Dopo aver trovato il relitto di un vecchio aereo, si liberano e dopo aver trasformato il mezzo e raggiunto un luogo abitato telefonano all'ammiraglio dell'accaduto, che nel frattempo grazie a Rudi e Carl un suo amico nella CIA (che gli deve un favore) ha scoperto la gravità della situazione. Tornati dai Tuareg, Dirk si fa prestare la macchina dal loro capo Modibo, una Avions Voisin del 1936, di proprietà di Kazim, e si reca assieme al capo e ad Al all'impianto, dove liberano i Tuareg rimasti prigionieri ed Eva, riuscendo a salvarsi dal piano di autodistruzione ideato da Massarde, disinnescando la bomba.
Dirk, Al ed Eva fuggono per il deserto, ma vengono inseguiti da Kazim e dai suoi soldati, e, dopo una rocambolesca fuga, rinvengono la Texas per poi rintanarcisi. Dirk e Al rimettono in funzione un vecchio cannone, e sparano a Kazim, uccidendolo mentre l'esercito nemico si arrende vedendosi circondato dai Tuareg appena sopraggiunti. Il film si conclude con l'ammiraglio che è riuscito a fermare il contagio e Eva ha trovato la cura, mentre Massarde viene avvelenato da Carl bevendo, ignaro, la stessa acqua che ha contaminato. Nel frattempo Al torna a giocare con i bambini Tuareg quando invece dovrebbe sorvegliare il recupero della nave devoluto al popolo di Modibo, infatti il tesoro era nascosto in una caverna del villaggio, mentre Dirk ed Eva si godono una vacanza su una bellissima spiaggia della Baia di Monterey.

## Produzione
Il film fu in parte girato in Gran Bretagna e Spagna, ma la maggior parte delle riprese si svolse in Marocco, divenuto un popolare sito per i registi statunitensi grazie a clima accogliente, tasso di cambio favorevole e manodopera a basso costo.
L'attore Lambert Wilson, che interpreta il ruolo di Yves Massarde, ha recitato anche nel film omonimo del 1983.

## Accoglienza
Malgrado il discreto successo iniziale nelle sale (il film salì in vetta alla classifica dopo il primo fine settimana), recuperò solo metà degli ingentissimi costi di produzione. Con un costo di produzione e distribuzione di circa 241 milioni di dollari, il film ha infatti incassato 119 269 486 dollari, con una perdita di 121 730 514 dollari (il 50,51% del costo di produzione). Era stato pianificato infatti un sequel che, invece, venne cancellato proprio per i risultati di incasso deludenti.

## Riconoscimenti
- Irish Film and Television Awards
  - Miglior film